# Chick-fil-A
A Chick-fil-A egy amerikai csirkés szendvicsekre szakosodott gyorsétteremlánc. Az étterem nagyon népszerű az Amerikai Egyesült Államokban, ezen kívül még Kanadában vannak éttermei. Korábban az Egyesült Királyságban és Dél-Afrikában is voltak éttermei.

## Név
A neve egy szójáték, mert kiejtése az angol chick filet szóra hasonlít, vagyis az jelenti, hogy csirke filé.

## Üzlet
Két oka van, hogy a Chick-fil-A gyorsan növekszik az USA-ban. Az egyik, hogy más nagyobb gyorsétteremláncokkal ellentétben nem bővítik túlzottan a menüt, hanem inkább ugyanúgy a csirkés ételekre összpontosítanak. A másik pedig az ügyfélszolgálat, ezt azért tartják fontosnak, hogy az ügyfelek elégedettek legyenek.

## Menü
2018-as adatok alapján az étteremben a legnépszerűbb ételek az úgynevezett gofri krumpli, utána jönnek a csirke nuggetsek és utána a csirkés szendvicsek.

## Történelem
A gyorsétteremlánc eredete a Dwarf Grill étteremhez köthető, melyet S. Truett Cathy az akkori vezérigazgató alapított 1946-ban a Georgia állambeli Hapeville külvárosában. A gyorsétteremben eltöltött 15 év után 1961-ben Cathy talált egy olajsütőt, melyen ugyanannyi időbe telik elkészíteni a csirkés szendvicseket, mint egy hamburger elkészítése. Ez után lett bejegyezve a Chick-fil-A, Inc. név. Az első önálló éttermük 1967-ben nyílt meg Atlantában, majd az 1970-es években és az 1980-as évek elején több étterem nyitott meg Atlanta külvárosi bevásárlóközpontjaiban. Elkezdett kifelé terjeszkedni. A Chick-fil-A gyorsétterem 2008-ban vált teljesen transzzsírmentessé, ezzel a gyorsétteremek közül az első. A legnagyobb Chick-fil-A 2015-ben nyílt meg Manhattanben. 2023-ban elkezdték kínálni az első húsmentes szendvicsüket. 2023 májusában jelentették be, hogy végleg bezárják első önálló éttermüket. 

## Vállalati kultúra
A cég alapítója S. Truett Cathy baptista volt, vallási meggyőződési nagy hatással volt cégére. Cathy ellenezte, hogy a cég vallási és személyes okokból nyilvánossá váljon. Weboldalukon leírják, hogy szolgáltatási hagyomány az, hogy becsülettel, méltósággal és tisztelettel bánnak minden emberrel. A vasárnapi bezárás minden Chick-fil-A étteremre jellemző. A nagyböjt nyugati liturgikus időszakának tiszteletére a Chick-fil-A halszendvicseket népszerűsít. A cég 2014-ben bejelentette, hogy öt éven belül antibiotikum nélkül felnevelt csirkét szolgálnak fel az éttermeikben, ezt 2019-ben érték el.

## Nemzetközi helyszínek
A cég az Amerikai Egyesült Államokon kívül Kanadában nyitott még üzleteket. Voltak éttermek még Egyesült Királyságban és Dél-Afrikában, de ezeken a helyeken bezárták az éttermeket. 

### Terjeszkedés
A Chick-fil-A vezérigazgatója, Andrew Cathy bejelentette, hogy 2026-ra Ázsiában és Európában is tervez éttermeket nyitni. A Wall Street Journal arról számolt be, hogy "stabil gazdaságú, sűrű népességű és csirke iránti keresletű" országokat keres.

## Hirdetés

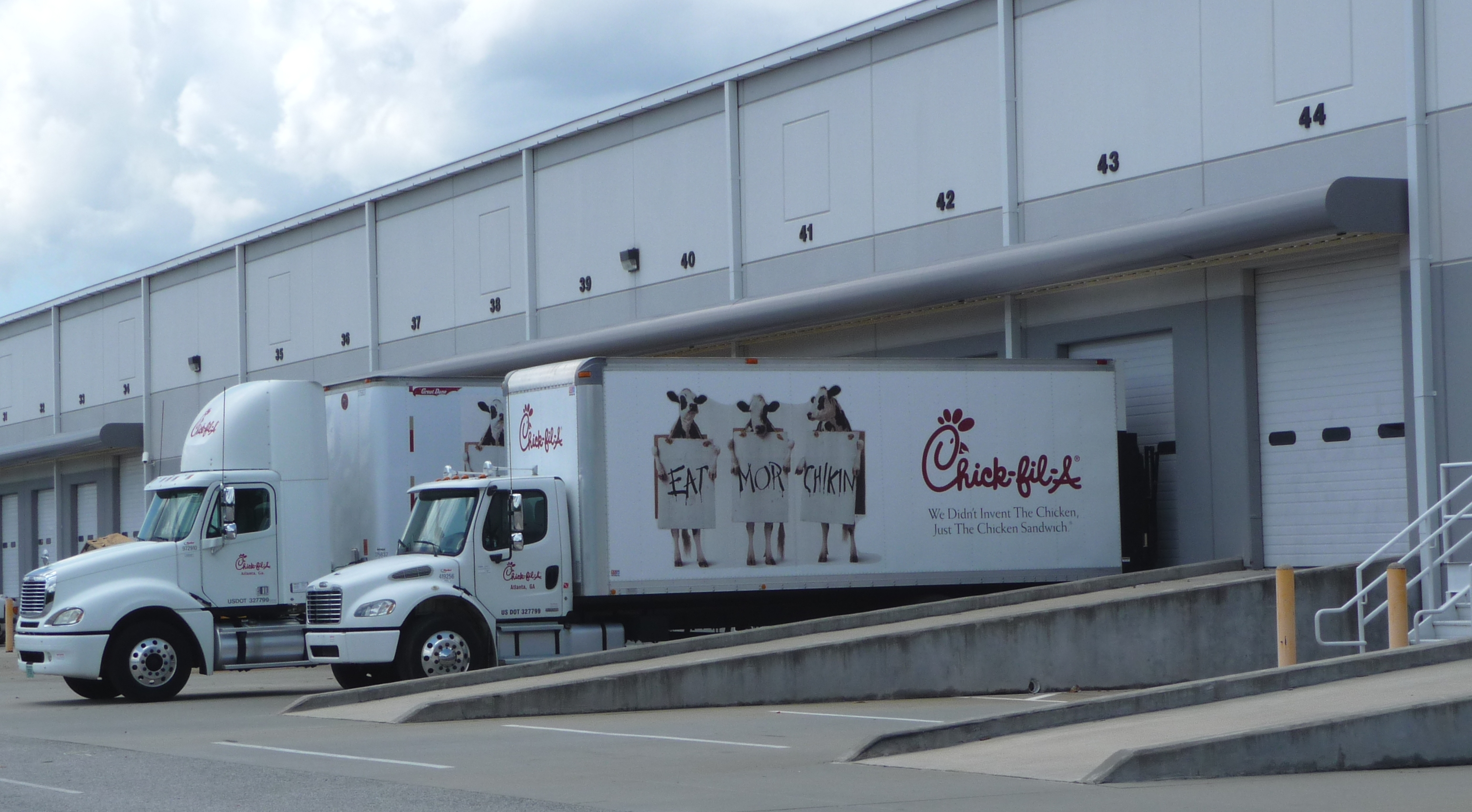
Teherautó "Eat-Mor-Chikin" felirattal

A Chick-fil-A legjelentősebb reklámszlogenje az "Eat Mor Chickin" felirat. A reklám kabalája ma tehenek, régebben pedig Doodle, egy csirke, amely C betűként jelenik meg a logón.

## Fordítás
Ez a szócikk részben vagy egészben  a   Chick-fil-A című angol Wikipédia-szócikk ezen változatának fordításán alapul.  Az eredeti cikk szerkesztőit annak laptörténete sorolja fel. Ez a jelzés csupán a megfogalmazás eredetét és a szerzői jogokat jelzi, nem szolgál a cikkben szereplő információk forrásmegjelöléseként.